# Yuki Morikawa
Yuki Morikawa (森川 裕基 Morikawa Yuki?, Kioto, de enero de 1993) es un futbolista japonés que juega como delantero en el Kamatamare Sanuki.

## Trayectoria

### Clubes
| Club                       | País  | Año       |
| -------------------------- | ----- | --------- |
| Kamatamare Sanuki          | Japón | 2015-2020 |
| AC Nagano Parceiro         | Japón | 2021-     |
| Kamatamare Sanuki (cedido) | Japón | 2024-     |